# La Foule (Mason)
Pour les articles homonymes, voir La Foule.
La Foule est une œuvre du sculpteur britannique Raymond Mason située à Paris, en France. Créée entre 1963 et 1967, elle est installée en 2000 dans les jardins des Tuileries. Il s'agit d'une sculpture en bronze représentant de nombreux personnages.

## Description
L'œuvre prend la forme d'une sculpture en bronze. Elle représente un ensemble de personnages, debout, accolés les uns aux autres.

## Localisation
L'œuvre est installée dans les jardins des Tuileries, au pied de l'escalier du jeu de paume.

## Historique
La Foule est une œuvre de Raymond Mason et est créée entre 1963 et 1967. Achetée par le fonds national d'art contemporain en 1969, elle est installée en 1987 dans les jardins des Tuileries.

## Artiste
Raymond Mason (1922-2010) est un sculpteur britannique.